# 鳥取県道52号岸本江府線
鳥取県道52号岸本江府線（とっとりけんどう52ごう きしもとこうふせん）は、鳥取県西伯郡伯耆町から日野郡江府町を結ぶ県道（主要地方道）である。

## 概要
終点付近にある伯備線との踏切（大山道路踏切）は全長12mを超える大型貨物自動車の通行が禁止されている。

### 路線データ
- 起点：鳥取県西伯郡伯耆町丸山（鳥取県道36号名和岸本線・大山広域農道交点）
- 終点：鳥取県日野郡江府町小江尾（国道181号交点）

## 歴史
- 1993年（平成5年）5月11日 - 建設省から、県道金屋谷米子線の一部・県道金屋谷江府線が岸本江府線として主要地方道に指定される[1]。

## 路線状況

### 重複区間
- 鳥取県道284号大山寺岸本線（西伯郡伯耆町丸山 - 西伯郡伯耆町小林）
- 大山広域農道（西伯郡伯耆町丸山 - 日野郡江府町吉原）

## 地理

### 通過する自治体
- 鳥取県西伯郡伯耆町
- 鳥取県日野郡江府町

### 交差する道路
| 交差する道路                                                                            | 市町村名 | 市町村名 | 交差する場所     | 交差する場所 |
| --------------------------------------------------------------------------------------- | -------- | -------- | ---------------- | ------------ |
| 鳥取県道36号名和岸本線 鳥取県道284号大山寺岸本線 重複区間起点 大山広域農道 重複区間起点 | 西伯郡   | 伯耆町   | 丸山             | 起点         |
| 鳥取県道284号大山寺岸本線 重複区間終点                                                  | 西伯郡   | 伯耆町   | 小林             |              |
| 鳥取県道45号倉吉江府溝口線                                                              | 西伯郡   | 伯耆町   | 金屋谷           |              |
| 鳥取県道209号大滝白水線                                                                 | 西伯郡   | 伯耆町   | 大滝             |              |
| 大山広域農道 重複区間終点                                                               | 日野郡   | 江府町   | 吉原             |              |
| 国道181号 国道183号 重複 国道482号 重複                                                 | 日野郡   | 江府町   | 小江尾（こえび） | 終点         |

### 沿線にある施設など
- 大山